# Tmisan
Tmisan (Tinissan; Tmisan) é uma cidade na Líbia situado no distrito de Axati.